# 용비어천가
《용비어천가》(龍飛御天歌)는 조선 세종 때 권제와 정인지, 안지 등이 세종의 명을 받아 선조인 목조(穆祖)에서 태종(太宗)에 이르는 여섯 대의 행적을 노래한 악장·서사시다. 정인지, 안지, 권제가 짓고, 성삼문, 박팽년, 이개가 주석, 정인지가 서문을 쓰고, 최항이 발문(跋文)하여 1447년(세종 29년) 2월에 간행하였다.
1442년부터 자료수집을 시작하여 1445년 4월에 한글로 지은 서사시와 그 뜻을 풀이한 한시를 덧붙인 본문이 완성되었다. 여기에 역사적 사실과 업적을 첨부하여 설명한 부분이 추가되어 1447년에 최종적으로 책으로 완성되었다.

## 개요
한글 창제 후 첫 시험으로 이루어진 최초의 한글 문헌이며 악장이다. 모두 125장으로 조선 개국의 위대함과 시련을 노래했고, 그것이 하늘의 명에 따라 이루어졌다고 강조했다.
내용은 목조·익조·도조·환조·태조·태종 등 조선의 선대인 6대에 걸쳐 그 사적을 노래했다. 제1장, 제125장 등 10여 장을 제외하고는 모두 각 장이 2절로 되었는데 앞절에는 중국 역사상의 사적을 적고, 뒷절에는 앞의 중국 사적과 부합되는 조선 개국의 사적을 노래했다.

## 역사
1442년 3월 1일에 세종은 용비어천가를 짓기 위해 태조 이성계가 1381년 9월에 왜구를 물리친 업적에 대하여 조사하라고 경상도와 전라도 관찰사에게 명하였다.
용비어천가에 실린 진용비어천가전(進龍飛御天歌箋)과 세종실록에는 1445년(세종 27년) 4월 5일에 권제, 정인지, 안지 등이 용비어천가 10권을 세종에게 바쳤다고 기록되어 있다.
용비어천가 마지막에 실린 최항의 발문에는 1447년(세종 29년) 2월에 썼다는 언급이 있어 2월에 펴낸 것으로 보인다.
1447년(세종 29년) 10월에 550권을 신하들에게 하사했다.

## 배경

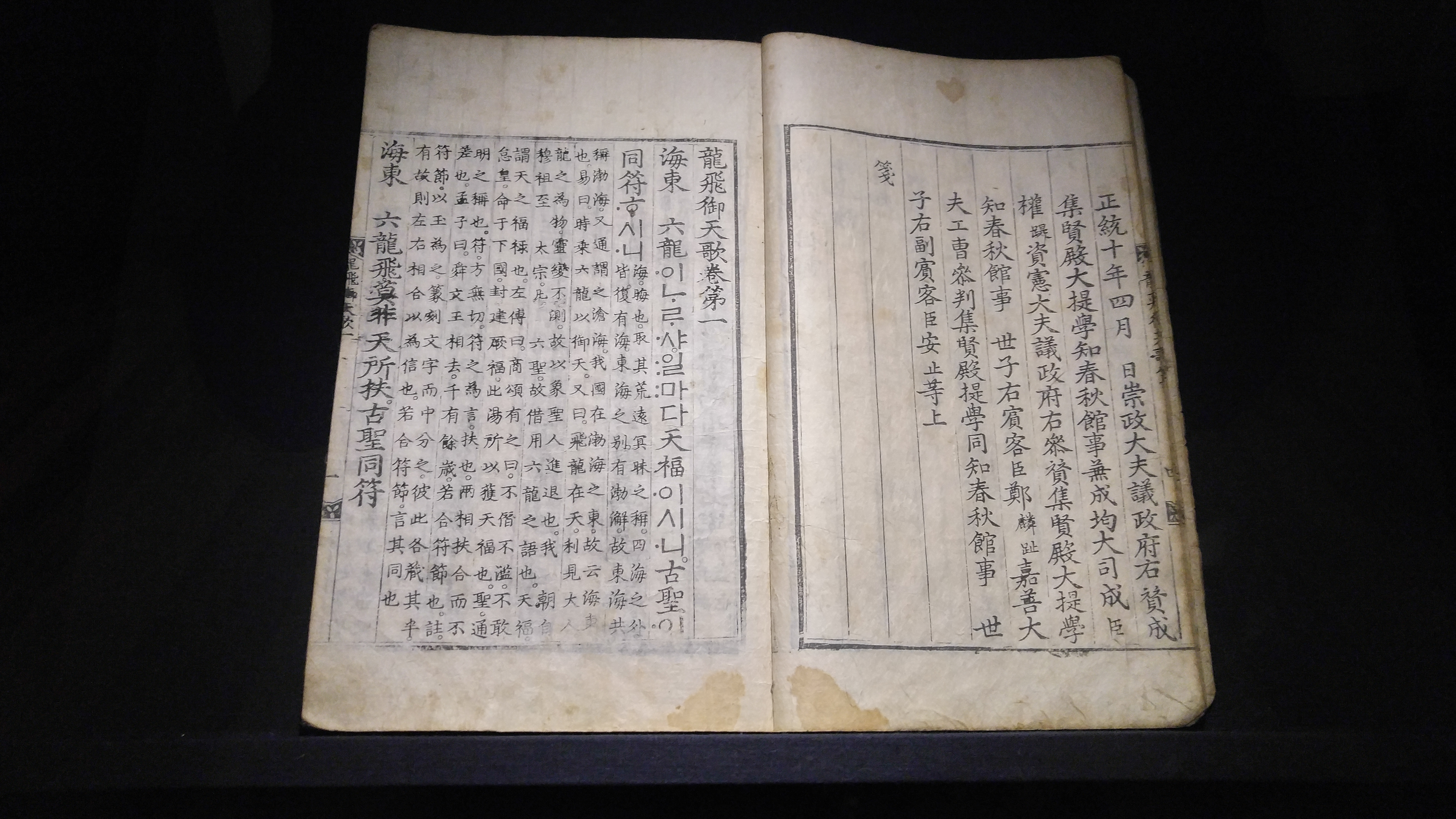
국립한글박물관에 전시된 용비어천가

용비어천가는 왕권의 정통성을 강화함으로써 백성의 복속을 유도하고자 만든 대표적인 송축가였다. 이 작업을 위해 당대 일류의 유학자들이 집결해 온갖 종류의 사서와 경전을 뒤져 하나의 모범적 사례로 만들었다. 또한 그들은 이 노래를 통해 왕조를 창업한 이들의 업적을 찬미했을 뿐만 아니라 나라를 영원히 이어가기 위해 필요한 군주의 도덕적 수신을 덧붙임으로써 미(美)와 자(刺), 곧 찬미와 규계라는 동아시아의 전통적 정치 사상을 구현했다.
이러한 용비어천가는 한글 창제에 의해 이루어진 조선 문학사상 최초의 국문시가로 고전 ＜동명왕편(東明王篇)＞ 같은 신화를 노래한 숭고성을 이어받고 ＜제왕운기(帝王韻紀)나 ＜역대세년가(歷代世年歌)＞ 등 영사시(詠史詩)의 전통을 이은, 그리고 악장의 독자적 형식을 개척한 첫 작품으로 중요한 가치를 갖는다.

## 지정 문화재

### 보물 제1463-1호
용비어천가는 훈민정음이 창제된 후 정음(正音, 한글)으로 기록된 최초의 문헌임과 동시에 《월인천강지곡》과 함께 조선시대 악장(樂章) 문학의 대표적 작품으로 평가되고 있는 책으로써, 세종조의 국어학과 서지학 연구에 중요한 자료이다.
계명대학교 소장 용비어천가는 전10권 중 권8~권10의 3권으로 자체(字體)는 조선초기에 유행한 조맹부의 송설체(松雪體)로 판각한 것이며, 판심(版心)에는 조선초기의 형식인 흑구(黑口)에 내향흑어미(內向黑魚尾)가 있어 초간본으로 추정된다. 그러나 이 책은 장차(章次)에 있어 몇 군데 오각이 있고 수정한 흔적이 있는 것으로 보아 초판본 책판의 수정을 거쳐 인출한 것으로 보인다.

### 보물 제1463-2호
용비어천가는 조선 왕조 목조(穆祖)로부터 태종(太宗)까지 6대의 사적(事跡)과 그에 대응되는 중국 역대 제왕의 사적(事蹟)을 대구로 하여 읊은 노래와 그 주석을 실은 책이다. 125장의 한글가사와 그에 해당하는 한시를 본문으로 하고, 각 장마다 주해를 붙인 체재로 되어 있다.
본문은 조선의 개국이 천명에 의한 것임과 후대 임금에게 경계하는 내용을 담고 있다. 편찬하고 간행한 목적과 그 경위에 대해서는 책에 함께 실려 있는 1445년(세종 27) 정인지의 서문과 권제 등의 전문, 그리고 1447년의 최항의 발문에 자세하게 서술되어 있다. 이들 기록에 따르면 권제, 정인지, 안지 등이 1445년에 본문을 만들었고, 세종이 최항, 박팽년, 강희안 등에게 주해를 덧붙이게 하여 1447년에 간행한 것임을 알 수 있다. 이 책은 용비어천가의 초간본 중 권3~4부분이다. 비록 권3의 첫 부분과 권4의 말미에 결락이 있지만 다른 부분은 보존상태가 좋고 인쇄상태도 매우 뛰어나다. 용비어천가는 초간본이 간행된 이후 초간본의 체재를 그대로 따른 중간본으로 3가지 판본이 현전하고 있다.
용비어천가는 한글 창제 이후 간행된 최초의 한글문헌으로 125장의 한글가사는 한글 사용의 가장 오래된 모습을 보여줄 뿐만 아니라, 주해 속에 나오는 고유명사, 관직명의 한글 표기는 국어사 연구의 소중한 자료가 된다.

### 보물 제1463-3호
용비어천가는 조선왕조의 개국이 천명(天命)에 의해서 정해졌다는 개국의 정당성을 알리고 후왕들에게 경천근민(敬天勤民)의 자세를 가르치기 위하여 서사체(敍事體)로 지은 악장(樂章)이다. 내용은 세종의 선대 6조인 목조, 익조, 도조, 환조, 태조, 태종의 사적(事跡)과 그에 대응되는 중국 역대 제왕의 사적을 대구(對句)로 하여 읊은 노래와 그 주석을 실은 10권 5책의 목판본이다. 체재는 125장의 한글가사와 그에 해당하는 한시(漢詩)를 본문으로 하고, 각장마다 주해를 붙였다.
용비어천가는 1445년(세종 27) 4월에 권제, 정인지, 안지(安止) 등이 125장의 한글 가사와 4 字 4句로 된 漢詩를 지었으며, 박팽년(朴彭年)·강희안(姜希顔)·신숙주(申叔舟)·이현로(李賢老)· 성삼문(成三問)·신영손(辛永孫) 등이 125장의 각 장마다 주해(註解)와 음훈(音訓)을 덧붙여 1447년에 전 10권을 완성, 간행한 것이다. 그리고 『세종실록』 권118 세종 29년 10월 甲戌조에 용비어천가 550本을 여러 신하들에게 나누어 주었다〔頒賜〕는 기록이 보인다.
서울대규장각한국학연구원에 소장되어 있는 <가람 古貴 811.51-G995y> 1책은 용비어천가 전 10권 가운데 권1·2로 인쇄 상태가 양호하고 권수에 ‘선사지기(宣賜之記)’라는 인장이 찍혀 있어 1447년에 간행된 초간본의 초쇄본으로 보인다. 종이의 질〔紙質〕과 인쇄된 면〔印面〕의 상태가 뛰어난 점 등도 그러한 추정을 뒷받침해 준다. 책의 본문 머리〔卷首〕의 진전문(進箋文) 3장 전면과 본문 권1의 1장 후면, 그리고 권2의 끝부분 44, 45, 46장이 떨어져 나갔으며, 권2의 41, 42장은 일부 훼손되어 배접되어 있다. 표지는 개장되었으며, 표제(表題)는 제첨(題簽) 형식으로 ‘龍飛御天歌 第一·二’ 라 되어 있다.
이 초간본 용비어천가는 세종조의 국어 연구와 서지학 연구에 중요한 자료이다. 125장의 한글가사와 한시는 그 자체로 하나의 문학작품으로서의 가치가 있을 뿐만 아니라 훈민정음 창제 당시의 한글을 살필 수 있는 귀중한 자료이며 주해에 나오는 고유명사와 관직명 등의 고어(古語) 표기는 국어학 연구에 중요한 자료이다. 일부에 떨어져 나간 부분〔落張〕이 있기는 하지만, 전체적인 보존상태가 대체로 양호하고 전본이 희귀하다는 점에서 국가지정문화재(보물)로 지정하여 보존할 가치가 충분하다.

### 보물 제1463-4호
고려대학교 도서관 만송문고(晩松文庫)에 소장되어 있는 용비어천가 권1·2<만송 貴 369B1>와 권7·8<만송 貴 369B4> 각 1책은 1447년 초간본으로 서울대규장각한국학연구원 소장 용비어천가 <가람 古貴 811.51-G995y> 및 기왕에 보물로 지정된 보물 제1463-2호 권3·4(역사박물관 소장)과 보물 제 1463-1호 권8·10(계명대 소장)과 같은 판본이다. 권1 권수의 서문 1~3장은 떨어져 나갔고 권2의 44~46장은 일부 훼손되어 45장은 3행만 있고 4~9행은 떨어져 나갔다. 권 7·8 은 표지에 제첨형식의 ‘용비어천가(龍飛御天歌)’가 있으며 오래되어 닳아져 있으나 보존상태는 양호한 편이다.
특히 권7은 유일본이고 권8은 지정된 계명대본보다 보존상태가 좋다. 지질이나 인쇄 상태가 아주 양호하고 각 책의 전체 내용이 비교적 잘 남아 있어 국가지정문화재(보물)로서 손색이 없다. «용비어천가»는 한글창제 이후 간행된 최초의 한글문헌이다. 125장의 한글가사는 한글 사용의 가장 오래된 모습을 보여줄 뿐만 아니라, 주해 속에 나오는 고유명사, 관직명의 한글 표기는 국어사 연구에서도 소중한 가치를 가진다. 고려대학교 도서관 만송문고 소장인 용비어천가 권1·2와 권7·8 각 1책은 1447년(세종 29) 초간본으로 보존상태가 비교적 양호하고 전본이 희귀하다는 점에서 국가지정문화재(보물)로 지정하여 보존할 가치가 충분하다.

## 내용

### 제 1장
海해東동六육龍룡이ᄂᆞᄅᆞ샤일마다 天천福복이시니古고聖성이同동符부ᄒᆞ시니

해동(우리나라)의 여섯 용이 나시어 일마다 하늘이 내려주신 복이시니, 옛 성인과 꼭 같으시니

### 제 2장
불휘기픈남ᄀᆞᆫᄇᆞᄅᆞ매아니뮐ᄊᆡ。곶됴코여름하ᄂᆞ니

ᄉᆡ미기픈므른ᄀᆞᄆᆞ래아니그츨ᄊᆡ。내히이러바ᄅᆞ래가ᄂᆞ니

뿌리 깊은 나무는 바람에 아니 움직이니 꽃 좋고 열매 많나니

샘이 깊은 물은 가뭄에 그치지 아니하니 내(川)를 이뤄 바다에 가나니

### 제 125장
千천世세우희미리定정ᄒᆞ샨漢한水수北북에。累누仁인開개國국ᄒᆞ샤卜복年년이ᄀᆞᇫ업스시니。

천세(千世) 전에 미리 정하신 한강 북쪽에 여러 대에 걸쳐 어진 덕을 쌓아 나라를 여시어 왕조가 끝없으시니

## 같이 보기
- 훈민정음
- 석보상절

## 참고 자료
- 용비어천가 - 국가유산청 국가유산포털